# Косинская улица
Коси́нская у́лица — улица, расположенная в ВАО города Москвы на территории района Вешняки.

## История
Улица получила современное название Косинская улица 25 ноября 1970 года. 

## Расположение
Улица имеет то же направление, что и соседняя Реутовская улица. Форма у улицы — полуокружность. Косинская улица начинается на севере, от перекрёстка с Вешняковской улицей. Далее улица идет на восток и около дома № 3 поворачивает на юг. Далее Косинская улица идет ровно с севера на юг, делаю второй поворот на запад около дома 28, корпус 1. Далее Косинская улица переходит в улицу Красный Казанец.
Косинская улица имеет пересечения с Вешняковской улицей и улицей Молдагуловой (около домов № 20 и № 22).
Косинская улица проходит вокруг 79-го и 82-го кварталов района Вешняки.

## Здания и сооружения
Всего по улице зарегистрировано 132 дома.
По нечётной стороне:
- Дом 3 — Кожно-венерологический диспансер № 15.
- Дом 9 — Научно-производственное объединение „Орион“.
- Дом 11а — Гостиница «Восточное».

По чётной стороне:
- Дом 4а — Детский сад № 880.
- Дом 8 — Дом-интернат (психоневрологический) № 26.
- Дом 10а — учебный корпус школы № 1512 (изначально — школа № 402). Здание экспериментальной общеобразовательной школы на 1176 мест построено в 1974 году. Авторы проекта: архитекторы А. Б. Самсонов (руководитель), B. С. Атанов, Г. Н. Лапир, Ю. Э. Крушельницкий, инженеры H. Краюшкин, А. Калмыков, B. Ковалёв и В. Рубанович (МНИИТЭП). За этот проект коллектив авторов в 1975 году был удостоен премии Совета Министров СССР[2][3].
- Дом 24а — Плавательный бассейн и гимназия № 1512.
- Дом 28а — Центр образования «Гамма» № 1404.

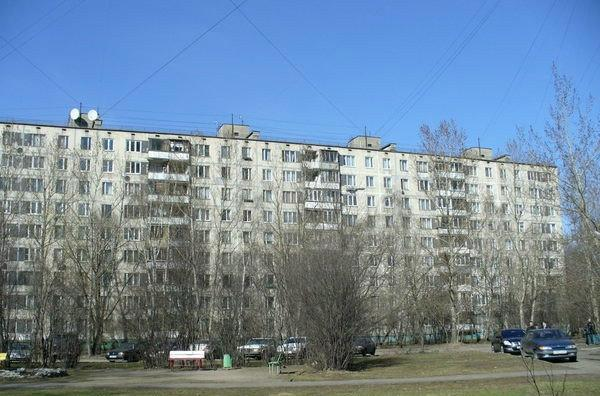
Косинская, 24 корп. 1
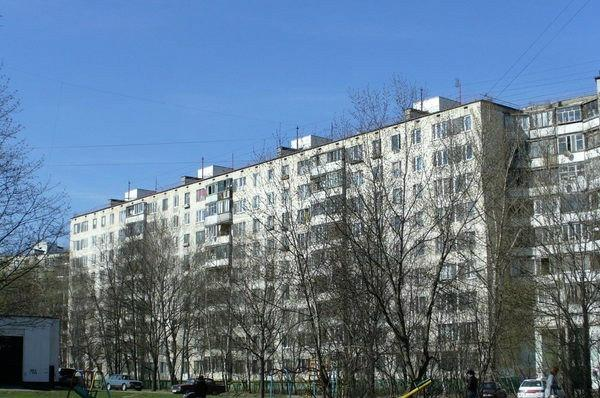
Косинская, 24 корп. 2
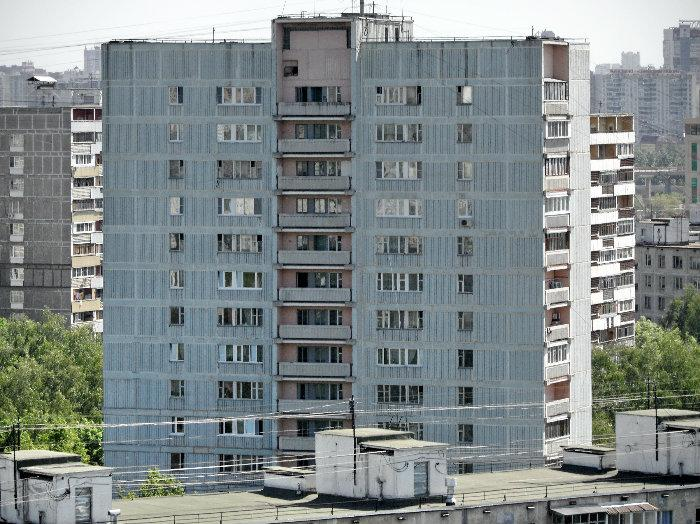
Косинская, 14 корп. 4

## Инфраструктура и предприятия
- Гаражные комплексы — владение 5.
- Музыкальная школа (дом 10а) и 2 учебных заведения (ЦО «Гамма» и гимназия № 1512).
- ОДС-10 «Вешняки» — дом 18, корпус 2.

## Транспорт
- По улице проходят городские автобусы 197, 285, 697, 821 и пригородные 501, 501к, 888к, 1232.
- Ближайшая станция метро —  Выхино.
- Ближайшая железнодорожная платформа —  Выхино.